# Базельский собор

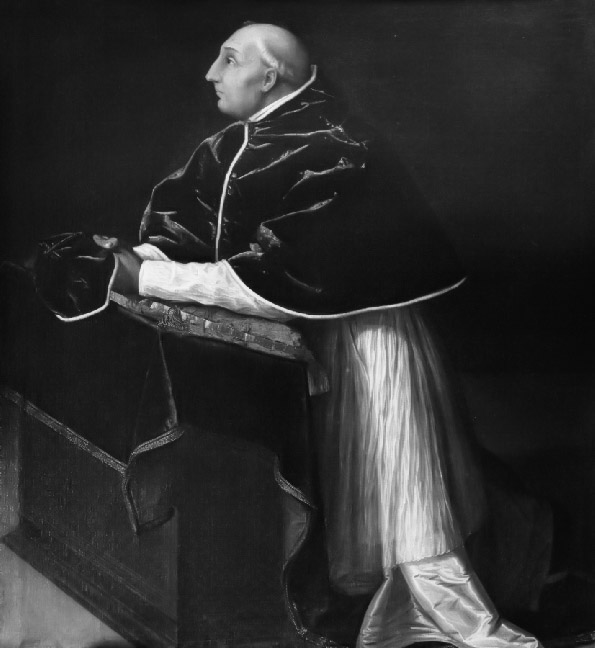
Римский папа Мартин V

Ба́зельский собор — церковный собор, заседавший в 1431—1449 годах, сначала в Базеле, Швейцария, а с 1448 года — в Лозанне.
Собор был созван папой Мартином V в 1431 года для реформирования церкви, урегулирования военного конфликта с гуситами и воссоединения Западной и Восточной церквей. В действительности собор стал ареной борьбы папы и собора за верховную власть. Ещё до открытия собора Мартин V умер.

## Общие сведения
Базельский собор проходил в обстановке глубокого упадка папства, вызванного так называемой Западной схизмой, и успехов раннего реформационного движения. На Базельском соборе развернулась борьба с папством сторонников движения, отстаивавшего идею верховенства вселенских соборов над властью пап.

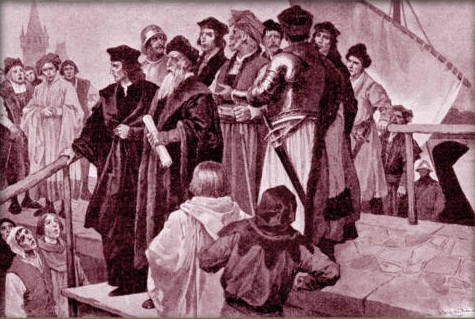
Посольство гуситов на Базельском соборе. Худ. Венцеслав Черны

Базельский собор подтвердил решение Констанцского собора (1414—1418) о примате вселенского собора над папой, объявил об отмене ряда поборов в пользу папской курии (в частности, были отменены аннаты), о регулярном созыве провинциальных соборов и свободе церковных выборов.
Победы гуситов в Чехии вынудили Базельский собор пойти на компромисс с умеренными гуситами — «чашниками» (в 1436 году с ними были заключены Базельские компактаты).
Папа Евгений IV (1431—1447) сначала в 1433 году признал сам собор и все принятые на нем до того времени решения. Но когда в 1436 году на соборе был постановлен новый порядок избрания папы и совершенно преобразована коллегия кардиналов (папа должен был при вступлении на престол принести присягу в том, что он своим авторитетом будет содействовать осуществлению принятых Вселенским собором решений, и ежегодно созывать такой собор; коллегия кардиналов была ограничена 24 членами из всех наций с соблюдением того, чтобы ни к одной не принадлежало более трети этого числа; коллегии присваивалось значение постоянного учреждения, контролирующего папские распоряжения и скрепляющего его буллы), то эти постановления, осуждавшиеся умеренным меньшинством самого собора, повели к новым препирательствам с папой. В бурном заседании 7 мая 1437 года обсуждался вопрос о месте, где должно было происходить собрание католического и православного высшего духовенства для утверждения унии; и приверженцы папы с Чезарини во главе покинули Базель; но оставшиеся, руководимые Людовиком д’Алеманом, пошли еще далее в своей оппозиции папскому престолу. 31 июля 1437 года папа вместе со своими кардиналами приглашен был явиться в течение 60 дней в Базель, чтобы оправдаться перед Собором по поводу ослушания его постановлениям. 24 января 1438 года папа был временно лишен собором власти, и когда он и после этого не явился, то собор 25 июня 1439 года торжественно осудил папу как закоренелого еретика и объявил его окончательно отрешенным от власти и избрал папой под именем Феликса V (впоследствии признанного антипапой) савойского герцога Амедея VIII.
Папа Евгений IV, в свою очередь, 30 декабря 1437 года распорядился перенести работу собора в Феррару, но большинство членов собора проигнорировали его требование и остались в Базеле, так что собор в Ферраре, перенесённый в 1439 году во Флоренцию, состоял из других членов.
Феликс V был признан папой только своим сыном Людовиком, швейцарцами и герцогом баварским Генрихом XVI, тогда как Евгений IV пользовался прежним престижем в Италии, а после того, как ему удалось в 1439 году во Флоренции успешно довести до конца греко-римскую унию, также и в других странах, где на него продолжали смотреть как на законного главу католической церкви.
Переход на сторону Евгения IV многих государей Европы, которые ранее поддерживали Базельский собор, ослабление престижа собора, покинутого большинством его членов, привели к поражению сторонников соборного движения.
Когда в 1447 году Евгений IV умер, то собор, переведённый в 1448 году в Лозанну, в 1449 году признал нового папу — Николая V (Феликс V отрёкся от папской власти) и объявил о своём роспуске. Действия Базельского собора подорвали авторитет католической церкви и подготовили почву для Реформации XVI века.